# ۱-زیریمزی‌باش
۱-زیریمزی‌باش (انگلیسی: 1st Zirimzibash) یک شهرک در شهرستان تاتیشلینسکی استان باشقیرستان کشور روسیه است.